# پارک ملی پانایاروی
پارک ملی پانایاروی (انگلیسی: Paanajärvi National Park) یک پارک ملی حفاظت‌شده در جمهوری کارلیای کشور روسیه است.